# Lac Aberdeen (Nunavut)
Pour les articles homonymes, voir Aberdeen (homonymie).
Le lac Aberdeen est un lac situé au Nunavut, Canada, traversé par la rivière Thelon.

## Étymologie
Il est nommé en l'honneur de lord Aberdeen, gouverneur général du Canada de 1893 à 1898.

## Géographie
Le lac est traversé par la rivière Thelon et se déverse dans le lac Baker (Nunavut) avant de rejoindre la baie Chesterfield et la baie d'Hudson. Il est situé à 80 m d'altitude et a une superficie de 1 100 km2.